# Sulitjelmaisen
Sulitjelmaisen (Samisch: Sállajiegŋ) is een gletsjer op de grens van de provincie Nordland in Noorwegen en het landschap Lapland in Zweden. De gletsjer ligt voor het grootste deel in Noorwegen.
De gletsjer heeft een oppervlakte van 33 km² en is daarmee de op tien na grootste gletsjer van Noorwegen (zonder Spitsbergen). 
Het hoogste punt van de gletsjer ligt op 1680 meter boven de zeespiegel en het laagste punt op 830 meter. 